# Ali Jackson (jazzdrummer)

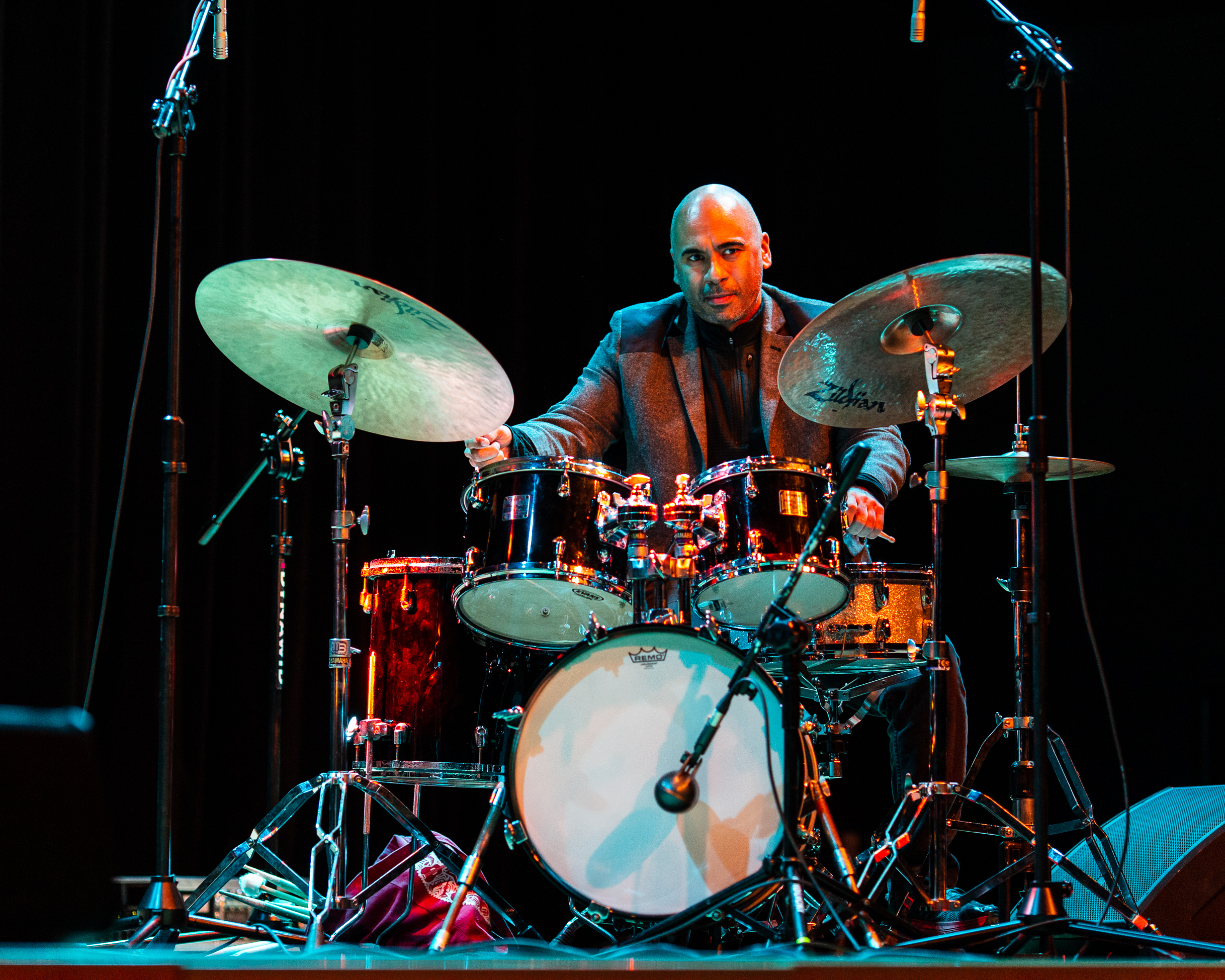
Ali Jackson, 2019

Ali Jackson, Jr. (3 april 1976) is een Amerikaanse jazzdrummer arrangeur en componist.

## Loopbaan
Jackson komt uit een muzikale familie: zijn moeder, een klassieke pianist, leerde hem piano spelen en muziek lezen, zijn vader was de jazzbassist Ali Jackson en deze onderwees hem muziektheorie en gaf hem drumles. Zijn oom Oliver Jackson was jazzdrummer. Ali Jackson jr. ging naar Cass Technical High School en studeerde aan The New School for Jazz and Contemporary Music (compositie, BA). Hij kreeg privéles van Elvin Jones en Max Roach.
Jackson heeft opgetreden en/of opgenomen met musici als Wynton Marsalis, Lincoln Center Jazz Orchestra, James Carter, Dee Dee Bridgewater, Aretha Franklin, George Benson, Harry Connick Jr., KRS-One, Marcus Roberts, Cyrus Chestnut, Joshua Redman, Kurt Rosenwinkel en Diana Krall.
Hij is sinds 2005 drummer bij het Lincoln Jazz Center Orchestra. Hij speelt in het kwintet van Wynton Marsalis en heeft een eigen kwartet.
Op de in 2019 door het tijdschrift Rolling Stone gepubliceerde ranglijst van 100 beste drummers in de geschiedenis van de popmuziek kreeg Al Jackson Jr. de 9e plaats toegekend.

## Discografie
als leider:
- Amalgamations
- Yes!
- Wheelz Keep Rollin
- Big Brown Get Down, Volume 1
- Jazz en Tete

als sideman:
Met James Carter
- Gold Sounds (Brown Brothers, 2005)

Met Wynton Marsalis
- Two Men with the Blues featuring Willie Nelson
- Plane, Trane and a Chicken Wing
- From the Plantation to the Penitentiary

Met Lincoln Center Jazz Orchestra
- Congo Square Orchestra and O'Dada

Met Joshua Redman
- Back East